# 中村ユウスケ
中村 優介（なかむら ゆうすけ）は、宮崎県都城市出身の、日本のジャズ作曲家・ピアニスト、ボーカリスト、アレンジャー。

## 人物・来歴
- 宮崎県都城市で生まれる。
- 千葉県立東葛飾高校卒業後、渡米。米国ニューハンプシャー州登録公認会計士を取得。
- 在米中に音楽理論をフィル・シャクルトン博士に師事、ピアノをタミール・ヘンデルマン（Tamir Hendelman）（グラミーノミネート）に師事。
- 帰国後、都内の大手監査法人勤務を経て、外資系金融機関勤務を経てミュージシャンへと転身。
- 2005年浅草JAZZコンテスト ボーカル部門で銀賞を受賞。
- 2012年セロニアスモンクインターナショナルジャズコンペティション作曲部門の最優秀賞を受賞（受賞曲「Heavenly Seven」）。日本人男性として初めての受賞となった。